# Lorelai? Lorelai?
Lorelai? Lorelai? es el 151er episodio de la serie de televisión norteamericana Gilmore Girls.

## Resumen del episodio
La graduación de Rory de la universidad está cada vez más cerca, sin embargo, a ella le preocupa bastante qué será de su futuro luego de que fuese rechazada para trabajar en el New York Times. Lorelai intenta calmar a su hija, así que se marchan de compras y pasan el día juntas. Luke ha vuelto a usar la gorra que Lorelai le regaló en la Navidad de hace seis años (la primera vez que Richard sufrió de angina), y Lorelai lo toma como un buen signo. En la noche del karaoke, todo el pueblo está presente interpretando sus mejores temas. Lorelai tampoco puede faltar en ello e interpreta la canción de Dolly Parton, I will always love you, pero cuando Luke llega al karaoke, ella se lo canta directamente hacia él, como si fuese una declaración de amor. En otra parte, Zach recibe la propuesta de tocar en una banda por el verano, y pese a que él no quiere porque tendría que dejar a Lane y sus hijos solos, ella le dice que lo acepte. Y cuando Logan regresa de un viaje de negocios, le cuenta a Lorelai que tiene una propuesta de trabajo en San Francisco y quiere llevarse a Rory, pero ya como su esposa.
- Datos: Q5978924